# Nicolas Bataille (tapicero)
Nicolas Bataille (París, c. 1330-1340–ibídem, 1405) fue un productor y vendedor de tapices francés.

## Biografía
Se tienen pocos datos de su vida, pero se sabe que confeccionó dos series de tapices en 1376 para Amadeo VI de Saboya y unas  250 obras entre 1387 y 1400 para el rey de Francia. También se le atribuyen cinco paños de un conjunto de Nueve héroes de 1385, conservados en el Metropolitan Museum de Nueva York.
Su obra maestra fue el Tapiz del Apocalipsis, en el castillo de Angers, elaborado entre 1375 y 1379 a partir de un cartón de Jean Bondol. Es el más antiguo tapiz francés, y uno de los más grandes, pese a que no se conserva entero. Fue encargado por Luis I de Anjou a Bondol, quien se sirvió del taller de Bataille. Bondol —también cococido como Hennequin de Brujas— se basó en manuscritos iluminados sobre el Apocalipsis, algunos de ellos prestado por el rey Carlos V, hermano de Luis. Está compuesto de distintos cuadros elaborados alternativamente en fondos azul y rojo, con escenas del libro bíblico escrito por Juan el Evangelista.